# مدل پزشکی
مدل پزشکی (انگلیسی: Medical model) اصطلاحی است که توسط روان‌پزشک رونالد دیوید لینگ در سیاست خانواده و مقاله های دیگر (۱۹۷۱) برای «مجموعه رویه‌هایی که در آن همه پزشکان آموزش دیده‌اند» ابداع شده‌است. این شامل شکایت، شرح حال، معاینه فیزیکی، آزمایش‌ها کمکی در صورت نیاز، تشخیص، درمان و پیش آگهی با و بدون درمان است.
مدل پزشکی فرض شده‌های اساسی در مورد پزشکی را در بر می‌گیرد که تحقیقات و نظریه‌پردازی در مورد مشکلات جسمی یا روانی را بر اساس علیت و اصلاح پیش می‌برد.